# Бабий, Павел Тимофеевич
Павел Тимофеевич Бабий (15.01.1912, Киевская область — 29.05.1979) — советский военнослужащий, участник Великой Отечественной войны, полный кавалер ордена Славы, командир орудийного расчета 45-мм пушки 465-го стрелкового полка сержант — на момент представления к награждению орденом Славы 1-й степени.

## Биография
Родился 15 января 1912 года в селе Жуляны Киево-Святошинского района Киевской области. Украинец.
В 1939 году окончил Киевский сельскохозяйственный институт. По распределению был оставлен на работу в Киеве, в тресте «Автотрактороремонт», но по собственному желанию перевелся в село. Работал директором машинно-тракторного парка в селе Березань, город в Киевской области.
С началом Великой Отечественной войны пришел в военкомат, но был оставлен на своей работе. Без отдыха трудился в мастерских, заменяя уходящих на фронт товарищей. Эвакуироваться не успел. Был схвачен и направлен на работы в Германию, по дороге бежал, вернулся в родное село Жуляны. Активно участвовал в работе подпольной организации, проводил диверсии.
Осенью 1943 года, после освобождения территории нашими войсками, был призван в Красную Армию. Был зачислен наводчиком орудия истребительно-противотанковой батареи 45-мм пушек 465-го стрелкового полка. С ноября 1943 года участвовал в боях с захватчиками.
Красноармеец Бабий отличился во время боев в районе города Могилёв-Подольский с 15 января 1944 года по 11 февраля 1944 года. Метким огнём из пушки подбил 4 автомобиля с грузом, тягач и подавил 6 пулеметов. В одной из схваток оставшись один из всего расчета и будучи раненным, продолжал вести огонь. Одной правой рукой заряжал, наводил и стрелял. Подбил несколько танков. После перевязки вернулся к орудию, принял новый расчет.
Приказом от 26 мая 1944 года красноармеец Бабий Павел Тимофеевич награждён орденом Славы 3-й степени.
В следующих боях уже сержант Бабий уже командовал расчетом.
17 июля — 6 августа 1944 года сержант Бабий при отражении контратак превосходящих сил противника в районе города Дрогобыч, командуя расчетом, точным огнём уничтожил 7 пулемет, точек и свыше взвода вражеских солдат.
Приказом от 10 сентября 1944 года сержант Бабий Павел Тимофеевич награждён орденом Славы 2-й степени.
23 ноября 1944 года сержант Бабий при прорыве обороны противника в районе города Собранце с расчетом под сильным артиллерийским обстрелом подавил до 10 пулеметных точек и истребил несколько десятков вражеских солдат.
Указом Президиума Верховного Совета СССР от 24 марта 1945 года за образцовое выполнение заданий командования в боях с немецко-вражескими захватчиками сержант Бабий Павел Тимофеевич награждён орденом Славы 1-й степени. Стал полным кавалером ордена Славы.
После Победы продолжа службу в армии. В 1946 году старшина Бабий был демобилизован.
Вернулся на родину, к своей довоенной профессии. Работал в Киевском сельскохозяйственном институте, в 1961 году стал кандидатом технических наук. Скончался 29 мая 1979 года.
Награждён орденами Славы 3-х степеней, медалями.
Его именем названа школа в родном селе Жуляны.